# Kananga
Kananga (do 1966 roku Luluabourg) – miasto w Demokratycznej Republice Kongo, stolica prowincji Lulua, leżące nad rzeką Lulua.
Liczba mieszkańców – 1,1 miliona (2012).
W pobliżu miasta wydobywa się diamenty.
W mieście rozwinął się przemysł spożywczy, farmaceutyczny oraz poligraficzny.